# Ischnomelissa octogesima
Ischnomelissa octogesima är en biart som beskrevs av Brooks och Engel 1998. Ischnomelissa octogesima ingår i släktet Ischnomelissa och familjen vägbin. Inga underarter finns listade i Catalogue of Life.